# James Madison Goodhue
James Madison Goodhue (31 mars 1810 – 27 août 1852) est un journaliste et éditeur de presse américain. Après des débuts dans le droit et une brève participation à la guerre de Black Hawk, il s’établit comme rédacteur dans le Wisconsin avant de fonder en avril 1849 le Minnesota Pioneer, premier journal du territoire du Minnesota et ancêtre du St. Paul Pioneer Press. Il a donné son nom au Comté de Goodhue et au Township de Goodhue, dans le Minnesota.

## Jeunesse et formation
James M. Goodhue naît le 31 mars 1810 à Hebron (New Hampshire), fils de Stephen et Betsy Page Goodhue. Après des études de géologie sous la direction d’Edward Hitchcock, il obtient son diplôme de Amherst College en 1832. Il combat brièvement lors de la guerre de Black Hawk dans un régiment du Wisconsin, où il est parfois appelé « colonel » à titre honorifique. De retour dans l’est, il étudie le droit à New York et est admis au barreau vers 1840. Il exerce ensuite à Plainfield puis à Galesburg, dans l’Illinois, avant de s’installer, à l’automne 1841, à Platteville dans le Wisconsin.

## Carrière journalistique
En juillet 1844, Goodhue devient éditeur du Grant County Herald Independent à Lancaster (Wisconsin) sous le pseudonyme de G, avant de révéler son nom en octobre pour annoncer son retour à la profession d’avocat. De retour à la tête du Herald en août 1845, il en devient propriétaire puis assume ses difficultés financières, souvent causées par des abonnements impayés,.
Quelques jours à peine après la création du territoire du Minnesota (18 avril 1849), il transporte sa presse à vapeur jusqu’à Saint Paul et publie, le 28 avril 1849, le premier numéro du Minnesota Pioneer,. Fidèle à son tempérament, il y signe des chroniques vives et dénonciatrices, notamment contre l’absentéisme des autorités locales.
Le 12 février 1851, il est blessé lors d’un Duel face au frère du juge David Cooper. Goodhue est atteint à l’abdomen et conserve de cette blessure une santé fragile,.
En 1851, il couvre activement les négociations du Traité de Traverse des Sioux, prônant l’ouverture des terres à la colonisation blanche.

## Décès
Victime d’une chute d’un ferry et d’un surmenage mental, Goodhue s’éteint le 27 août 1852 à Saint Paul. Son inhumation a lieu le 29 août à la First Presbyterian Church, en présence de l’abbé Edward D. Neill. Exhumé à plusieurs reprises, il repose aujourd’hui au cimetière Oakland de Saint Paul.

## Vie privée
James et Henrietta Goodhue ont quatre enfants : les jumeaux James et Mary, Edward (décédé en novembre 1849) et Eve, née en 1851,. Membre fondateur de la première loge maçonnique du Minnesota (aujourd’hui St. Paul Lodge #3), il sert aussi comme surintendant du « Ramsey County Poor Farm » en 1850 pour une rémunération annuelle de 20 dollars.

## Héritage
- Le comté de Goodhue (Minnesota) porte son nom.
- Le township de Goodhue, anciennement Lime, est nommé en son honneur en janvier 1860[13].